# Buttermere (Wiltshire)
Pour les articles homonymes, voir Buttermere.
Buttermere est une paroisse civile et un village du Wiltshire, en Angleterre.